# Юнусабадская линия
Юнусаба́дская ли́ния (узб. Yunusobod yoʻli) — третья линия Ташкентского метрополитена.
Введена в эксплуатацию 26 октября 2001 года.
Режим работы станций линии — с 05:00 до 00:00

## История
Строительство Юнусабадской линии началось в сентябре 1988 года ещё в Узбекской ССР. Распад СССР несколько замедлил темпы строительства, однако в ноябре 2000 года правительство Узбекистана приняло решение о завершении строительства первого участка линии. Открытие линии состоялось 1 сентября 2001 года.
В пусковой комплекс первого участка вошли шесть станций:
- «Минг Урик» с пересадочным узлом на станцию «Айбек» Узбекистанской линии
- «Юнус Раджаби» — с пересадочным узлом на станцию Чиланзарской линии «Сквер Амира Тимура»
- «Абдулла Кодирий»
- «Минор»
- «Бадамзар»
- «Хабиб Абдуллаев» (ныне «Шахристан»).

А также метромост через канал Бозсу между станциями «Бадамзар» и «Хабиб Абдуллаев» в районе телевизионной башни.
Участок был сдан в эксплуатацию 26 октября 2001 года. Общая длина пускового участка составила 7,61 км.
В 2016 году возобновились работы над законсервированным, отложенным на неопределённый срок строительством оставшихся станций — «Туркистон» и «Юнусабад». К концу 2019 года, при участии иностранных специалистов и оборудования, завершились работы по прокладке тоннелей в обоих направлениях. Первый тоннель был проложен в мае 2019 года, второй — в декабре 2019 года. Пробный запуск поезда к станциям «Юнусабад» и «Туркистон» состоялся 7 февраля 2020 года.
16 июня 2020 года сообщено о завершении строительства второго участка длиной 2,9 км, стоимостью 103,8 млн.долларов.
29 августа 2020 года введены в эксплуатацию станции «Юнусабад» и «Туркистон».

## Хронология пусков
| Участок                         | Дата пуска           | Длина, км | Кол-во станций |
| ------------------------------- | -------------------- | --------- | -------------- |
| «Хабиб Абдуллаев» — «Минг Урик» | 26 октября 2001 года | 7,6       | 6              |
| «Туркистон» — «Шахристан»       | 29 августа 2020 года | 2,9       | 2              |
|                                 | Всего:               | 10,5 км   | 8 станций      |

## Пересадки
| # | Пересадка на линию   | На станцию                              |
| - | -------------------- | --------------------------------------- |
| 1 | Чиланзарская линия   | Сквер Амира Тимура (Амир Темур хиёбони) |
| 2 | Узбекистанская линия | Айбек                                   |

## Подвижной состав
В 2001 году — в начале сентября, к первому открытию линии, в Ташкент было привезено пять новых четырёхвагонных составов 81-718.0/719.0. Но в ходе пробных поездок было принято решение не использовать их для обслуживания этой линии из-за не очень хорошей совместимости — поэтому на линии изначально используются составы модели 81-717/714, состоящие из четырёх вагонов. Летом 2016 года, ввиду слабой загруженности линии, число вагонов в этих составах было сокращено до трёх, а 18 октября 2019 года оно было восстановлено до первоначального.

## Перспективы
Планировалось продлить линию в обе стороны за счёт станций: Бобур, Тукимачи, Усман Носир, Жанубий. За станцией Туркистон планируется разместить электродепо «Туркестан».

## История переименований
| Станция                   | Предыдущее название                 | Годы      |
| ------------------------- | ----------------------------------- | --------- |
| Шахристанская (Шахристон) | Хабиба Абдуллаева (Хабиб Абдуллаев) | 2001—2015 |

## Происшествия
18 декабря 2019 года около 10:00 (8:00 МСК) на строящемся участке Юнусабадской линии Ташкентского метрополитена обрушилось около 250 кубометров грунта, в результате чего по сообщению МЧС Узбекистана погибло 6 человек, четверо из них — уроженцы Кашкадарьи, двое — Самаркандской области:
- Абдуллаев Ойбек Тура угли (1989 г. р., проживал в селе Бешкапа Шахрисабзского района Кашкадарьинской области);
- Равшанов Жонибек Ислом угли (1989 г. р., проживал в селе Бешкапа Шахрисабзского района Кашкадарьинской области);
- Абдуллаев Давронбек Ботирович (1999 г. р., проживал в селе Бешкапа Шахрисабзского района Кашкадарьинской области);
- Диёров Анвар Нормуродович (1986 г. р., проживал в Яккабагском районе Кашкадарьинской области);
- Рахматов Ихтиёр Амриддин угли (1996 г. р., проживал в селе Фармонобод Акдарьинского района Самаркандской области);
- Каримов Зариф Тулкинович (1981 г. р., проживал в Пастдаргомском районе Самаркандской области).